# Miara ściśle dodatnia
Miara ściśle dodatnia – miara, która „nigdzie nie znika” lub też „zeruje się tylko w punktach”.

## Definicja formalna
Niech {\displaystyle (X,\tau )} będzie topologiczną przestrzenią Hausdorffa, zaś {\displaystyle {\mathfrak {M}}} będzie σ-algebrą na {\displaystyle X} zawierającą topologię {\displaystyle \tau ,} co gwarantuje, że każdy zbiór otwarty jest mierzalny, zaś {\displaystyle {\mathfrak {M}}} jest przynajmniej tak bogata jak σ-algebra borelowska na {\displaystyle X.} Miarę {\displaystyle \mu } określoną na {\displaystyle (X,{\mathfrak {M}})} nazywa się ściśle dodatnią, jeżeli każdy niepusty podzbiór otwarty {\displaystyle X} jest dodatniej miary.
W zwięźlejszym zapisie: {\displaystyle \mu } jest ściśle dodatnia wtedy i tylko wtedy, gdy
{\displaystyle \forall _{\begin{smallmatrix}U\in \tau \colon \\U\neq \varnothing \end{smallmatrix}}\;\mu (U)>0.}

## Przykłady
- Miara licząca określona na dowolnym zbiorze {\displaystyle X} (wyposażonym w jakąkolwiek topologię) jest ściśle dodatnia.
- Miara Diraca zwykle nie jest ściśle dodatnia, o ile topologia {\displaystyle \tau } nie jest dostatecznie „uboga” (ma „mało” zbiorów). Przykładowo {\displaystyle \delta _{0}} określona na prostej rzeczywistej z jej standardowymi, borelowskimi topologią i σ-algebrą nie jest ściśle dodatnia; jednakże, jeśli {\displaystyle \mathbb {R} } jest wyposażona w trywialną topologię {\displaystyle \tau =\{\varnothing ,\mathbb {R} \},} to {\displaystyle \delta _{0}} jest ściśle dodatnia. Przykład ten ilustruje istotność topologii przy określaniu ścisłej dodatniości miary.
- Miara Gaussa na przestrzeni euklidesowej {\displaystyle \mathbb {R} ^{n}} (z jej borelowskimi topologią i σ-algebrą) jest lokalnie skończona.
  - miara Wienera na przestrzeni dróg w {\displaystyle \mathbb {R} ^{n}} jest ściśle dodatnia – miara Wienera jest przykładem miary Gaussa na nieskończeniewymiarowej przestrzeni.
- Miara Lebesgue’a na {\displaystyle \mathbb {R} ^{n}} (z jej borelowskimi topologią i σ-algebrą) jest ściśle dodatnia.
- Miara trywialna nigdy nie jest ściśle dodatnia, bez względu na przestrzeń, czy użytą topologię.

## Własności
- Jeżeli {\displaystyle \mu ,\nu } są miarami określonymi na topologicznej przestrzeni mierzalnej {\displaystyle (X,{\mathfrak {M}}),} przy czym {\displaystyle \mu } jest ściśle dodatnia, a ponadto bezwzględnie ciągła względem {\displaystyle \nu ,} to {\displaystyle \nu } także jest ściśle dodatnia.
- Na mocy powyższej własności ścisła dodatniość jest niezmiennikiem względem równoważności miar.